# Podolínec (stacja kolejowa)
Podolínec – stacja kolejowa w miejscowości Podoliniec (słow. Podolínec) w powiecie Lubowla, w kraju preszowskim, na Słowacji.
Na stacji znajduje się budynek stacyjny. Perony nasypowe, oświetlone. Brak zadaszenia i wiat przystankowych. Semafory świetlne. Rampa. Przez stację przebiegają trzy tory. Torowisko jest oświetlone. Ze stacji odchodzi bocznica do pobliskich zakładów.
Linię kolejową do Podolinca od strony Popradu wybudowano w 1893. Podoliniecka stacja była przez dłuższy okres stacją końcową. Odcinek do Orlova oddano dopiero na początku lat 60. XX w.